# Andre Russell
Andre Dwayne Russell (* 29. April 1988 in Kingston, Jamaika) ist ein jamaikanischer Cricketspieler, der seit 2010 für das West Indies Cricket Team spielt.

## Aktive Karriere

### Anfänge in der Nationalmannschaft
Russell gab sein First-Class Cricket für Jamaika in der Saison 2006/07 mit 19 Jahren. Nachdem er für die west-indische A-Nationalmannschaft in der Saison 2010 gute Leistungen vollbrachte, wurde er für die Tour in Sri Lanka im November 2010 für die Nationalmannschaft nominiert. Dort absolvierte er dann sein Test-Debüt, der jedoch in der Folge sein einziger Einsatz in diesem Format bleiben sollte. Er wurde daraufhin für den Cricket World Cup 2011 nominiert, wo er gegen Irland sein ODI-Debüt gab. In seinem zweiten Einsatz bei dem Turnier gegen England gelangen ihm 4 Wickets für 49 Runs als Bowler. Nach dem Turnier erfolgte gegen Pakistan auch sein Twenty20-Debüt. Im Juni spielte er in einer ODI-Serie gegen Indien, bei dem er im dritten Spiel ein Fifty über 92* Runs erreichte, wofür er als Spieler des Spiels ausgezeichnet wurde. In den verbliebenen Spielen der Serie erzielte er drei (3/16) und vier (4/35) Wickets, wobei er für letzteres erneut eine Auszeichnung erhielt. Im Dezember reiste er mit dem Team für einen Gegenbesuch nach Indien, wo ihm erneut ein Fifty (53 Runs) in den ODIs gelangen. Zum Ende der Saison konnte er dann gegen Australien vier Wickets (4/61) erreichen.
In der Saison 2012 war er zunächst verletzt, konnte aber dann in der ODI-Serie gegen Neuseeland neben zwei Mal vier Wickets (4/45 und 4/47) ein Fifty über 59* Runs erzielen. Es folgte eine Nominierung für den ICC World Twenty20 2012, wo seine beste Leistung 19* Runs gegen Sri Lanka waren. Die West Indies gewannen das Turnier. Im Sommer 2013 wurde er von Worcestershire unter Vertrag genommen, jedoch für die ICC Champions Trophy 2013 nicht berücksichtigt. Bei der Caribbean Premier League 2013 hatte er einen wichtigen Anteil am Titelgewinn durch die Jamaica Tallawahs. Er fand seinen Weg in den Kader für die ICC World Twenty20 2014 und erzielte dort gegen Bangladesch (2/15) und Pakistan (2/15) je zwei Wickets. In der Folge fokussierte er sich immer mehr auf Twenty20. In der Indian Premier League 2014 wechselte er zu den Kolkata Knight Riders, in Südafrika zu den Knights und in der Big Bash League 2014/15 zu den Melbourne Renegades.

### Fokus auf Twenty20 und Dopingsperre
Im Januar 2015 erzielte er in der ODI-Serie in Südafrika erst ein Fifty über 64* Runs, für das er ausgezeichnet wurde, und dann drei Wickets (3/85). Es folgte eine Nominierung zum Cricket World Cup 2015, bei dem er gegen Pakistan 3 Wickets für 33 Runs erreichte und als Spieler des Spiels ausgezeichnet wurde. Nachdem es immer wieder Diskussionen gab, ob er ins Test-Team zurückkehrte und er mitteilte, dass er dazu physisch nicht in der Lage sei, verlor er seinen Vertrag mit dem west-indischen Verband. Er wurde dennoch für den ICC World Twenty20 2016 nominiert, und steuerte dort zunächst gegen England (2/36), Südafrika (2/28) und Afghanistan (2/23) jeweils zwei Wickets bei. Im Halbfinale erzielte er 43* Runs und konnte mit Lendl Simmons die Vorgabe der indischen Mannschaft einholen, bevor die West Indies im Finale sich den Titel gegen England sichern konnten. Jedoch wurde bekannt, dass er im Jahr zuvor drei Doping-Tests verpasst hatte und während er weiter in Twenty20-Ligen aktiv war, folgte in den Monaten darauf ein Verfahren vor dem jamaikanischen Anti-Doping-Kommission. Im Januar 2017 wurde er dann für ein Jahr gesperrt.
Ab Februar 2018 spielte er dann wieder, verletzte sich jedoch kurz darauf und musste ein paar Wochen aussetzen. Jedoch konnte er sich zunächst nicht wieder im Nationalteam etablieren. Somit fokussierte er sich erneut auf die zahlreichen Twenty20-Ligen in der Welt. Nachdem er bei der Indian Premier League 2019 überzeugen konnte, wurde er für den Cricket World Cup 2019 nominiert. Dort erzielte er gegen Pakistan (2/4) und Australien (2/41) je zwei Wickets. Jedoch verletzte er sich dann am Knie und musste das Turnier abbrechen. Damit hatte er daraufhin erneut nur wenige Einsätze im Nationalteam. Gegen Australien in der Saison 2021 erzielt er erst ein Fifty (51 Runs) und dann drei Wickets (3/43) in den Twenty20s. Nachdem er es schaffte fit zu werden für den ICC Men’s T20 World Cup 2021 konnte er dort unter anderem zwei Wickets (2/33) gegen Sri lanka erreichen.
Im Vorlauf zum ICC Men’s T20 World Cup 2022 fand er dann keinen Einsatz mehr im Nationalteam und die Selektoren verkündeten, dass sie keinen Platz mehr für ihn im Kader sehen würden. Dies änderte sich erst wieder zum Ende des Jahres 2023, als er in den Twenty20-Kader für die Tour gegen England berufen wurde. Dabei erzielte er im ersten Spiel der Serie 3 Wickets für 19 Runs, wofür er ausgezeichnet wurde, und konnte im weiteren Verlauf ein Fifty über 51 Runs hinzufügen. In Australien konnte er mit 3 Wickets für 42 Runs und einem Fifty über 71 Runs diese Leistung wiederholen. Kurz darauf wurde er für den ICC Men’s T20 World Cup 2024 nominiert.